# 朱正 (1931年)
朱正（1931年—），笔名莫怪、陈朴，湖南长沙人，中华人民共和国编辑、作家，中国民主促进会中央委员会原常务委员，第六届全国人大代表。曾任《新湖南报》编辑，湖南人民出版社编辑，编审。

## 生平
1949年肄业于长沙长郡中学。1957年被打成右派。1985年加入中国作家协会。